# Nordische Badmintonmeisterschaft 1988
Die Nordische Badmintonmeisterschaft 1988 fanden vom 19. bis zum 20. November 1988 in Helsinki statt. Es war die 27. Auflage dieser Veranstaltung.

## Sieger und Platzierte
| Disziplin    | Gold                                 | Silber                               | Bronze                                     |
| ------------ | ------------------------------------ | ------------------------------------ | ------------------------------------------ |
| Herreneinzel | Morten Frost                         | Poul-Erik Høyer Larsen               | Jens Olsson                                |
| Herreneinzel | Morten Frost                         | Poul-Erik Høyer Larsen               | Lasse Lindelöf                             |
| Dameneinzel  | Kirsten Larsen                       | Pernille Nedergaard                  | Christina von Pfaler                       |
| Dameneinzel  | Kirsten Larsen                       | Pernille Nedergaard                  | Charlotta Wihlborg                         |
| Herrendoppel | Jens Peter Nierhoff Michael Kjeldsen | Jan-Eric Antonsson Stellan Österberg | Jesper Knudsen Henrik Svarrer              |
| Herrendoppel | Jens Peter Nierhoff Michael Kjeldsen | Jan-Eric Antonsson Stellan Österberg | Steen Fladberg Jan Paulsen                 |
| Damendoppel  | Dorte Kjær Nettie Nielsen            | Catrine Bengtsson Maria Bengtsson    | Karolina Ericsson Charlotta Wihlborg       |
| Damendoppel  | Dorte Kjær Nettie Nielsen            | Catrine Bengtsson Maria Bengtsson    | Kristiina Tainio-Pesonen Ulrika von Pfaler |
| Mixed        | Jesper Knudsen Nettie Nielsen        | Jan-Eric Antonsson Maria Bengtsson   | Jens Olsson Catrine Bengtsson              |
| Mixed        | Jesper Knudsen Nettie Nielsen        | Jan-Eric Antonsson Maria Bengtsson   | Henrik Svarrer Dorte Kjær                  |

## Finalergebnisse
| Disziplin    | Sieger                               | Finalist                             | Ergebnis            |
| ------------ | ------------------------------------ | ------------------------------------ | ------------------- |
| Herreneinzel | Morten Frost                         | Poul-Erik Høyer Larsen               | 15–6, 15–6          |
| Dameneinzel  | Kirsten Larsen                       | Pernille Nedergaard                  | 9–12, 11–4, 11–3    |
| Herrendoppel | Jens Peter Nierhoff Michael Kjeldsen | Jan-Eric Antonsson Stellan Österberg | 15–0, 15–10         |
| Damendoppel  | Dorte Kjær Nettie Nielsen            | Catrine Bengtsson Maria Bengtsson    | 14–18, 15–4, 15–8   |
| Mixed        | Jesper Knudsen Nettie Nielsen        | Jan-Eric Antonsson Maria Bengtsson   | 15–11, 16–17, 15–10 |